# Comuna Novosofiivka, Hola Prîstan
Novosofiivka (în ucraineană Новософіївка) este o comună în raionul Hola Prîstan, regiunea Herson, Ucraina, formată din satele Kalînivka, Novosofiivka (reședința) și Petrivka.

## Demografie
Componența lingvistică a comunei Novosofiivka
     Ucraineană (72,95%)
     Rusă (26,02%)
     Alte limbi (0,16%)
Conform recensământului din 2001, majoritatea populației comunei Novosofiivka era vorbitoare de ucraineană (72,95%), existând în minoritate și vorbitori de rusă (26,02%).